# Wilhelmina Engelman

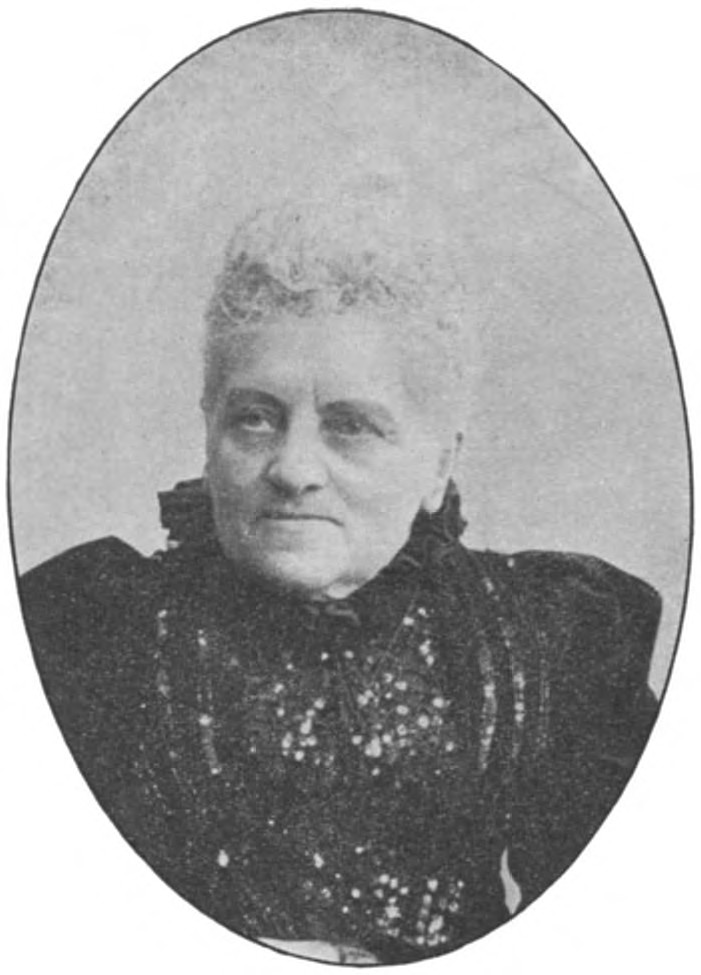
Wilhelmina Engelman

Wilhelmina Johanna Reiniera Engelman (* 17. Januar 1834 in Amsterdam; † 15. Februar 1902 ebenda) war eine niederländische Schauspielerin.

## Leben
Wilhelmina Engelman wurde am 17. Januar 1834 in Amsterdam geboren. Sie war die dritte Tochter des Schauspielers und Theaterdirektors Reinier Engelman (1795–1845) und der Schauspielerin Maria Francisca Bia (1809–1889). Auch ihre Schwester Reinardina Maria Françoise Rebecca (geb. 1829) war Schauspielerin. Wilhelmina Engelman lernte schon in jungen Jahren die Schauspielerei und debütierte 1839 im Alter von fünf Jahren in Amsterdam als Lillie in Het Vrouwtje van de Donau. Ab 1848 hatte sie ein Engagement am Amsterdamer Theater und verdiente dreihundert Gulden im Jahr. Im Jahr 1850 verlobte sich die 16-jährige Wilhelmina Engelman mit Johannes Hermanus Albregt, ebenfalls Schauspieler bei der Amsterdamer Kompanie. Sie heirateten zwei Jahre später am 4. Juni 1852 in Amsterdam. Von ihren fünf Kindern erreichten zwei Töchter das Erwachsenenalter: Reiniera Louisa Andrea (1867–?) und Johanna Hermina Carolina (1874–1946), die ebenfalls Schauspielerin wurde.

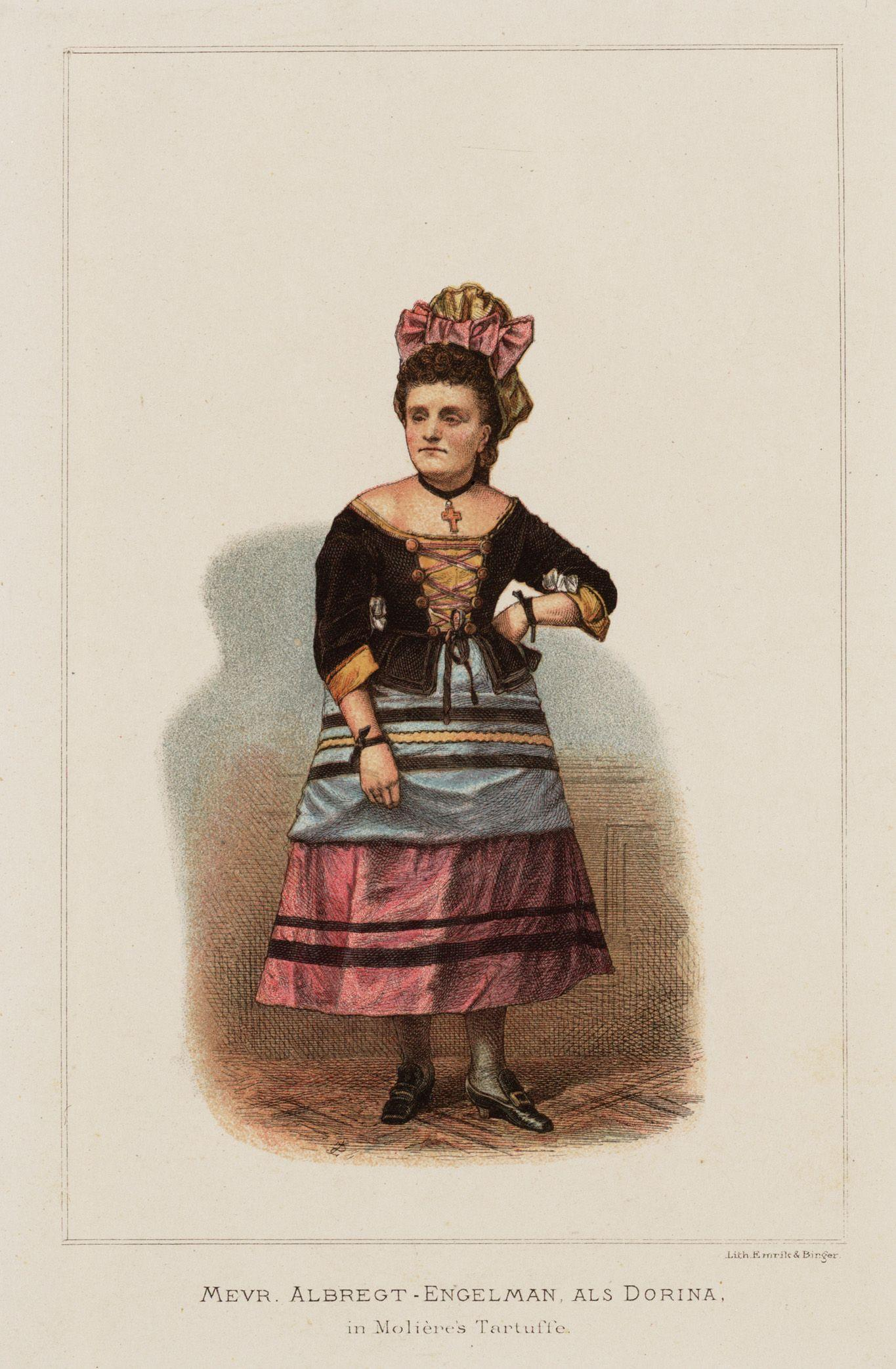
Wilhelmina Engelman

Als Schauspielerin war Wilhelmina Engelman sehr erfolgreich und sie hatte ein großes Talent für komödiantische Rollen. Später spielte sie immer mehr Charakter- und Karikaturenrollen. Sie verließ das Amsterdamer Theater 1859, als Jan Eduard de Vries, ihr Stiefvater, zu dessen „Auswahltruppe“ sie gehörte, in Rotterdam eine neue Kompanie gründete. Ab 1868 wurde dieses Unternehmen von ihrem Ehemann und Daan van Ollefen geführt. Bei der Benefizvorstellung anlässlich ihres 25-jährigen Jubiläums im Jahr 1873 sang sie die Rolle der Dorine in Molières „Der Heuchler“. Sie erhielt viele Ehrungen und Geschenke: ein Armband mit Diamanten vom Rotterdamer Publikum, zwei „mit Silber besetzte“ Vasen vom Theaterpersonal. Sie kehrte 1876 nach Amsterdam zurück und ihr Mann starb 1879. Von da an spielte sie im Nederlandsch Tooneel „Alte-Damen-Rollen“, etwa die der Dienerinnen Judith Harleigh in Jane Eyre und Lotje in „De OudeBox“, aber auch charakteristische Mutter- und Schwiegermutterrollen. Ihre Darstellung von Brechtje, Arents Mutter in Jacob van Lenneps „Der Amsterdamer Junge“, wurde als „Meisterschöpfung“ bezeichnet.
1898 feierte Wilhelmina Engelman ihr fünfzigjähriges Theaterjubiläum. Zu diesem Anlass schrieb Justus van Maurik das Theaterstück „Ouwe Sientje“, in dem sie die Titelrolle spielte. An ihrem Jahrestag streute sie Blumen auf das Grab ihres Mannes. Wilhelmina Engelman starb laut Familienanzeige am 15. Februar 1902 im Alter von 68 Jahren nach kurzer Krankheit.